# A Szívek doktora epizódjainak listája
Az alábbi epizódlista a Szívek doktora című amerikai televíziós sorozat epizódjait tartalmazza. A sorozat az USA-ban 2011. szeptember 26-án a The CW filmcsatornán debütált, Magyarországon pedig 2015. január 5-én indult az M1en. A sorozat Amerikában már véget ért 2015. március 27-én. Magyarországon a Duna TV fejezte be 2015. október 13-án.
2015. március 27-ig 76 epizód jelent meg.

## Évados áttekintés
| Évad | Évad | Epizódok | Eredeti sugárzás     | Eredeti sugárzás  | Magyar sugárzás    | Magyar sugárzás   |
| Évad | Évad | Epizódok | Évadpremier          | Évadfinálé        | Évadpremier        | Évadfinálé        |
| ---- | ---- | -------- | -------------------- | ----------------- | ------------------ | ----------------- |
|      | 1    | 22       | 2011. szeptember 26. | 2012. május 14.   | 2015. január 5.    | 2015. február 3.  |
|      | 2    | 22       | 2012. október 2.     | 2013. május 7.    | 2015. február 4.   | 2015. március 5.  |
|      | 3    | 22       | 2013. október 7.     | 2014. május 16.   | 2015. március 6.   | 2015. július 30.  |
|      | 4    | 10       | 2014. december 15.   | 2015. március 27. | 2015. augusztus 6. | 2015. október 13. |

## Első évad (2011-12)
| Sor. | Év. | Cím                                                    | Rendező          | Író               | Premier                              | Nézettség            |
| ---- | --- | ------------------------------------------------------ | ---------------- | ----------------- | ------------------------------------ | -------------------- |
| 1.   | 1.  | Kisvárosi száműzetés (Pilot)                           | Jason Ensler     | Leila Gerstein    | 2011. szeptember 26. 2015. január 5. | 1,88 millió 265 ezer |
| 2.   | 2.  | Az év parádéja (Parades & Pariahs)                     | Jason Ensler     | Leila Gerstein    | 2011. október 3. 2015. január 6.     | 1,75 millió 214 ezer |
| 3.   | 3.  | A konyhafőnök (Gumbo & Glory)                          | Andrew McCarthy  | David Babcock     | 2011. október 10. 2015. január 7.    | 1,57 millió 247 ezer |
| 4.   | 4.  | Hőhullám (In Havoc & In Heat)                          | David Paymer     | Rina Mimoun       | 2011. október 17. 2015. január 8.    | 1,65 millió 216 ezer |
| 5.   | 5.  | Kínos ügy (Faith & Infidelity)                         | Ron Lagomarsino  | Debra Fordham     | 2011. október 24. 2015. január 9.    | 2,01 millió 227 ezer |
| 6.   | 6.  | Nincs bocsánat (The Undead & The Unsaid)               | Tom Amandes      | Donald Todd       | 2011. november 7. 2015. január 12.   | 1,45 millió 234 ezer |
| 7.   | 7.  | A teknős-verseny (The Crush & The Crossbow)            | David Paymer     | Leila Gerstein    | 2011. november 14. 2015. január 13.  | 1,62 millió 219 ezer |
| 8.   | 8.  | Öregdiákok (Homecoming & Coming Home)                  | Jeremiah Chechik | Rina Mimoun       | 2011. november 21. 2015. január 14.  | 1,77 millió 227 ezer |
| 9.   | 9.  | Hálaadás extrákkal (The Pirate & The Practice)         | Joe Lazarov      | Debra Fordham     | 2011. november 28. 2015. január 15.  | 1,90 millió 217 ezer |
| 10.  | 10. | A fahéjas almabor szépe (Hairdos & Holidays)           | David Paymer     | David Babcock     | 2011. december 5 2015. január 16.    | 1,81 millió 214 ezer |
| 11.  | 11. | A pokol szépei (Hell's Belles)                         | Janice Cooke     | Donald Todd       | 2012. január 23. 2015. január 19.    | 1,23 millió 223 ezer |
| 12.  | 12. | Szeretők és szélhámosok (Mistress & Misunderstandings) | James Hayman     | Beth Schwartz     | 2012. január 30. 2015. január 20.    | 1,54 millió 193 ezer |
| 13.  | 13. | Ízes piték (Sweetie Pies & Sweaty Palms)               | Patrick Norris   | Leila Gerstein    | 2012. február 6. 2015. január 21.    | 1,52 millió 209 ezer |
| 14.  | 14. | Álmodozók álruhában (Aliens & Aliases)                 | Tom Amandes      | Debra Fordham     | 2012. február 13. 2015. január 22.   | 1,64 millió 234 ezer |
| 15.  | 15. | A közelgő balszerencse (Snowflakes & Soulmates)        | Andy Wolk        | David Babcock     | 2012. február 20. 2015. január 23.   | 1,57 millió 244 ezer |
| 16.  | 16. | Szerelmes szerenádok (Tributes & Triangles)            | Joe Lazarov      | Michelle Paradise | 2012. február 27. 2015. január 26.   | 1,41 millió 223 ezer |
| 17.  | 17. | Szívből szívnek szívesen (Heart to Hart)               | Tim Matheson     | Rina Mimoun       | 2012. április 9. 2015. január 27.    | 1,20 millió 227 ezer |
| 18.  | 18. | Bulik szépséghibákkal (Bachelorettes & Bullets)        | Patrick Norris   | Donald Todd       | 2012. április 16. 2015. január 28.   | 1,37 millió 229 ezer |
| 19.  | 19. | XXL (Destiny & Denial)                                 | David Paymer     | Leila Gerstein    | 2012. április 23. 2015. január 29.   | 1,28 millió 194 ezer |
| 20.  | 20. | Párterápia (The Race & the Relationship)               | Ron Lagomarsino  | Alex Katsnelson   | 2012. április 30. 2015. január 30.   | 1,39 millió 216 ezer |
| 21.  | 21. | Újra együtt (Disaster Drills & Departures)             | Jeremiah Chechik | Donald Todd       | 2012. május 7. 2015. február 2.      | 1,37 millió 214 ezer |
| 22.  | 22. | A nagy nap (The Big Day)                               | Tim Matheson     | Leila Gerstein    | 2012. május 14. 2015. február 3.     | 1,60 millió 250 ezer |

## Második évad (2012-13)
| Sor. | Év. | Cím                                                      | Rendező          | Író                              | Premier                              | Nézettség            |
| ---- | --- | -------------------------------------------------------- | ---------------- | -------------------------------- | ------------------------------------ | -------------------- |
| 23.  | 1.  | Darabokban (I Fall to Pieces)                            | Tim Matheson     | Leila Gerstein                   | 2012. október 2. 2015. február 4.    | 1,53 millió 229 ezer |
| 24.  | 2.  | Csak rád gondolok (Always on My Mind)                    | Anton Cropper    | Carter Covington                 | 2012. október 9. 2015. február 5.    | 1,19 millió 199 ezer |
| 25.  | 3.  | Mindenki boldog akar lenni (If It Makes You Happy)       | Elodie Keene     | Alex Taub                        | 2012. október 15. 2015. február 6.   | 1,40 millió 188 ezer |
| 26.  | 4.  | Gyanakvó elmék (Suspicious Minds)                        | John Stephens    | Jamie Gorenberg                  | 2012. október 23. 2015. február 9.   | 1,32 millió 215 ezer |
| 27.  | 5.  | Séta éjfél után (Walkin' After Midnight)                 | Joe Lazarov      | Veronica Becker & Sarah Kucserka | 2012. október 30. 2015. február 10.  | 1,41 millió 227 ezer |
| 28.  | 6.  | Járom az utam (I Walk the Line)                          | Tim Matheson     | Donald Todd                      | 2012. november 13. 2015. február 11. | 1,62 millió 211 ezer |
| 29.  | 7.  | Ne ess belém, bébi! (Baby, Don't Get Hooked on Me)       | Michael Schultz  | Carter Covington                 | 2012. november 20. 2015. február 12. | 1,23 millió 207 ezer |
| 30.  | 8.  | Sajgó szívek (Achy Breaky Hearts)                        | Janice Cooke     | Alex Taub                        | 2012. november 27. 2015. február 13. | 1,39 millió 224 ezer |
| 31.  | 9.  | Piknikkosár eladó! (Sparks Fly)                          | Norman Buckley   | Jamie Gorenberg                  | 2012. december 4. 2015. február 16.  | 1,60 millió 218 ezer |
| 32.  | 10. | Kis karácsony, nagy felhajtás (Blue Christmas)           | Patrick Norris   | Leila Gerstein                   | 2012. december 11. 2015. február 17. | 1,41 millió 203 ezer |
| 33.  | 11. | Azok a régi szép idők... (Old Alabama)                   | David Paymer     | Veronica Becker & Sarah Kucserka | 2013. január 15. 2015. február 18.   | 1,37 millió 211 ezer |
| 34.  | 12. | Árral szemben (Islands In the Stream)                    | Joe Lazarov      | Donald Todd                      | 2013. január 22. 2015. február 19.   | 1,45 millió 211 ezer |
| 35.  | 13. | A szerelemleves (Lovesick Blues)                         | Ron Lagomarsino  | Alex Taub                        | 2013. január 29. 2015. február 20.   | 1,32 millió 220 ezer |
| 36.  | 14. | Riválisok (Take Me Home, Country Roads)                  | Jeremiah Chechik | Carter Covington                 | 2013. február 5. 2015. február 23.   | 1,44 millió 193 ezer |
| 37.  | 15. | A nagy dobás (The Gambler)                               | Jim Hayman       | Dan Steele                       | 2013. február 19. 2015. február 24.  | 1,37 millió 209 ezer |
| 38.  | 16. | Menni, vagy nem menni? (Where I Lead Me)                 | Kevin Mock       | Leila Gerstein                   | 2013. február 26. 2015. február 25.  | 1,38 millió 201 ezer |
| 39.  | 17. | Szerelmi bánat (We Are Never Ever Getting Back Together) | David Paymer     | Jamie Gorenberg                  | 2013. március 5. 2015. február 26.   | 1,50 millió 215 ezer |
| 40.  | 18. | Őrült tavaszolás (Why Don't We Get Drunk?)               | Rebecca Asher    | Veronica Becker & Sarah Kucserka | 2013. április 9. 2015. február 27.   | 1,20 millió 212 ezer |
| 41.  | 19. | Csak egy csók (This Kiss)                                | Bethany Rooney   | Leila Gerstein                   | 2013. április 16. 2015. március 2.   | 1,30 millió 223 ezer |
| 42.  | 20. | Ha eljön a világ vége (If Tomorrow Never Comes)          | Jim Hayman       | Alex Taub                        | 2013. április 23. 2014. március 3.   | 1,10 millió 214 ezer |
| 43.  | 21. | Az élet megy tovább (I'm Moving On)                      | Janice Cooke     | Donald Todd                      | 2013. április 30. 2015. március 4.   | 1,20 millió 208 ezer |
| 44.  | 22. | Kényszerleszállás (On the Road Again)                    | Tim Matheson     | Leila Gerstein & Len Goldstein   | 2013. május 7. 2015. március 5.      | 1,19 millió 194 ezer |

## Harmadik évad (2013-14)
| Sor. | Év. | Cím                                                 | Rendező              | Író                            | Premier                              | Nézettség            |
| ---- | --- | --------------------------------------------------- | -------------------- | ------------------------------ | ------------------------------------ | -------------------- |
| 45.  | 1.  | Elvarratlan szálak (Who Says You Can't Go Home)     | Bethany Rooney       | Leila Gerstein                 | 2013. október 7. 2015. március 6.    | 1,03 millió 180 ezer |
| 46.  | 2.  | Jó parti (Friends in Low Places)                    | Elodie Keene         | Sheila Lawrence                | 2013. október 14. 2015. március 9.   | 1,06 millió 214 ezer |
| 47.  | 3.  | Szépséges szörnyetegek (Take This Job and Shove It) | Jim Hayman           | Alex Taub                      | 2013. október 21. 2015. március 10.  | 1,05 millió 213 ezer |
| 48.  | 4.  | Hívatlan vendég (Help Me Make It Through the Night) | Tim Matheson         | Jamie Gorenberg                | 2013. október 28. 2015. március 11.  | 1,05 millió 215 ezer |
| 49.  | 5.  | Szóbeszéd (How Do You Like Me Now?)                 | David Paymer         | Sarah Kucserka & Veronica West | 2013. november 4. 2015. március 12.  | 1,00 millió 183 ezer |
| 50.  | 6.  | Családi ökörségek (Family Tradition)                | Jim Hayman           | Dan Steele                     | 2013. november 11. 2015. március 13. | 1,11 millió 219 ezer |
| 51.  | 7.  | Végtelen történet (I Run To You)                    | Brandi Bradburn      | Sheila Lawrence                | 2013. november 18. 2015. március 19. | 1,03 millió          |
| 52.  | 8.  | Nagymamák a városban (Miracles)                     | David Paymer         | Leila Gerstein                 | 2013. november 25. 2015. március 26. | 1,01 millió 294 ezer |
| 53.  | 9.  | Elterelő hadművelet (Something to Talk About)       | Mary Lou Belli       | Alex Taub                      | 2014. január 13. 2015. április 2.    | 1,19 millió          |
| 54.  | 10. | Kész kabaré (Star of the Show)                      | John Stephens        | Kendall Sand                   | 2014. január 20. 2015. április 9.    | 1,00 millió 209 ezer |
| 55.  | 11. | Együtt sem megy (One More Last Chance)              | Kevin Mock           | Jamie Gorenberg                | 2014. január 27. 2015. április 16.   | 1,16 millió 204 ezer |
| 56.  | 12. | Cowboyok és regényhősök (Should've Been a Cowboy)   | Les Butler           | Sarah Kucserka & Veronica West | 2014. február 3. 2015. április 23.   | 1,21 millió 227 ezer |
| 57.  | 13. | Szülinapi meglepetések (Act Naturally)              | Patrick Norris       | Dan Steele                     | 2014. február 10. 2015. április 30.  | 1,03 millió 197 ezer |
| 58.  | 14. | Isten hozott itthon! (Here You Come Again)          | Janice Cooke         | Sheila Lawrence                | 2014. március 21. 2015. május 7.     | 1,03 millió 192 ezer |
| 59.  | 15. | Győzzön a jobb! (Ring of Fire)                      | Kevin Mock           | Alex Taub                      | 2014. március 28. 2015. május 14.    | 0,94 millió 205 ezer |
| 60.  | 16. | Szerelmi próba (Carrying Your Love with Me)         | Tim Matheson         | Leila Gerstein                 | 2014. április 4. 2015. május 28.     | 0,73 millió 217 ezer |
| 61.  | 17. | Elátkozott szívek (A Good Run of Bad Luck)          | Ricardo Mendez Matta | Sarah Kucserka & Veronica West | 2014. április 11. 2015. június 4.    | 0,81 millió 191 ezer |
| 62.  | 18. | Újra nyeregben (Back in the Saddle Again)           | Rebecca Asher        | Kendall Sand                   | 2014. április 18. 2015. június 11.   | 0,80 millió 186 ezer |
| 63.  | 19. | Szépségek kontra Baglyok (A Better Man)             | David Paymer         | Jamie Gorenberg                | 2014. április 25. 2015. június 18.   | 0,75 millió 210 ezer |
| 64.  | 20. | Újra együtt (Together Again)                        | Michael Schultz      | Sheila Lawrence & Dan Steele   | 2014. május 2. 2015. június 25.      | 0,66 millió 233 ezer |
| 65.  | 21. | Csapdában (Stuck)                                   | Mary Lou Belli       | Alex Taub                      | 2014. május 9. 2015. július 23.      | 0,76 millió 228 ezer |
| 66.  | 22. | Második esély (Second Chance)                       | Bethany Rodney       | Leila Gerstein                 | 2014. május 16. 2015. július 30.     | 0,88 millió 189 ezer |

## Negyedik évad (2014-15)
| Sor. | Év. | Cím                                            | Rendező              | Író                            | Premier                                | Nézettség            |
| ---- | --- | ---------------------------------------------- | -------------------- | ------------------------------ | -------------------------------------- | -------------------- |
| 67.  | 1.  | Túl késő (Kablang)                             | David Paymer         | Leila Gerstein                 | 2014. december 15. 2015. augusztus 6.  | 1,22 millió 219 ezer |
| 68.  | 2.  | A hajsütővas (The Curling Iron)                | Michael Schultz      | April Blair                    | 2015. január 16. 2015. augusztus 13.   | 1,14 millió 236 ezer |
| 69.  | 3.  | A múlt vágyai (The Very Good Bage)             | Richard W. Abramitis | Kendall Sand                   | 2015. január 23. 2015. augusztus 27.   | 1,22 millió 188 ezer |
| 70.  | 4.  | A fődíj (Red Dye #40)                          | Bethany Rooney       | Tamar Laddy and Ari Posner     | 2015. január 30. 2015. szeptember 1.   | 1,02 millió 129 ezer |
| 71.  | 5.  | Cselszövés a cselszövésben (Bar-Be-Q Burritos) | Les Butler           | Adam Milch                     | 2015. február 6. 2015. szeptember 8.   | 1,24 millió 113 ezer |
| 72.  | 6.  | Alabamai fiúk (Alabama Boys)                   | Mary Lou Belli       | Leila Gerstein and April Blair | 2015. február 20. 2015. szeptember 15. | 1,21 millió 146 ezer |
| 73.  | 7.  | Hölgyek kedvence (The Butterstick Tab)         | Ricardo Mendez Matta | Amy Roy                        | 2015. február 27. 2015. szeptember 22. | 1,19 millió 104 ezer |
| 74.  | 8.  | Elfelejtett szülinap (61 Candles)              | Brandi Bradburn      | April Blair and Tamar Laddy    | 2015. március 6. 2015. szeptember 29.  | 1,11 millió 105 ezer |
| 75.  | 9.  | Csak semmi pánik (End of Days)                 | Tim Matheson         | Adam Milch and Kendall Sand    | 2015. március 20. 2015. október 6.     | 1,08 millió 135 ezer |
| 76.  | 10. | Itt a vége! (Bluebell)                         | David Paymer         | Leila Gerstein                 | 2015. március 27. 2015. október 13.    | 1,33 millió 132 ezer |